# Kaplaneikirche Leins

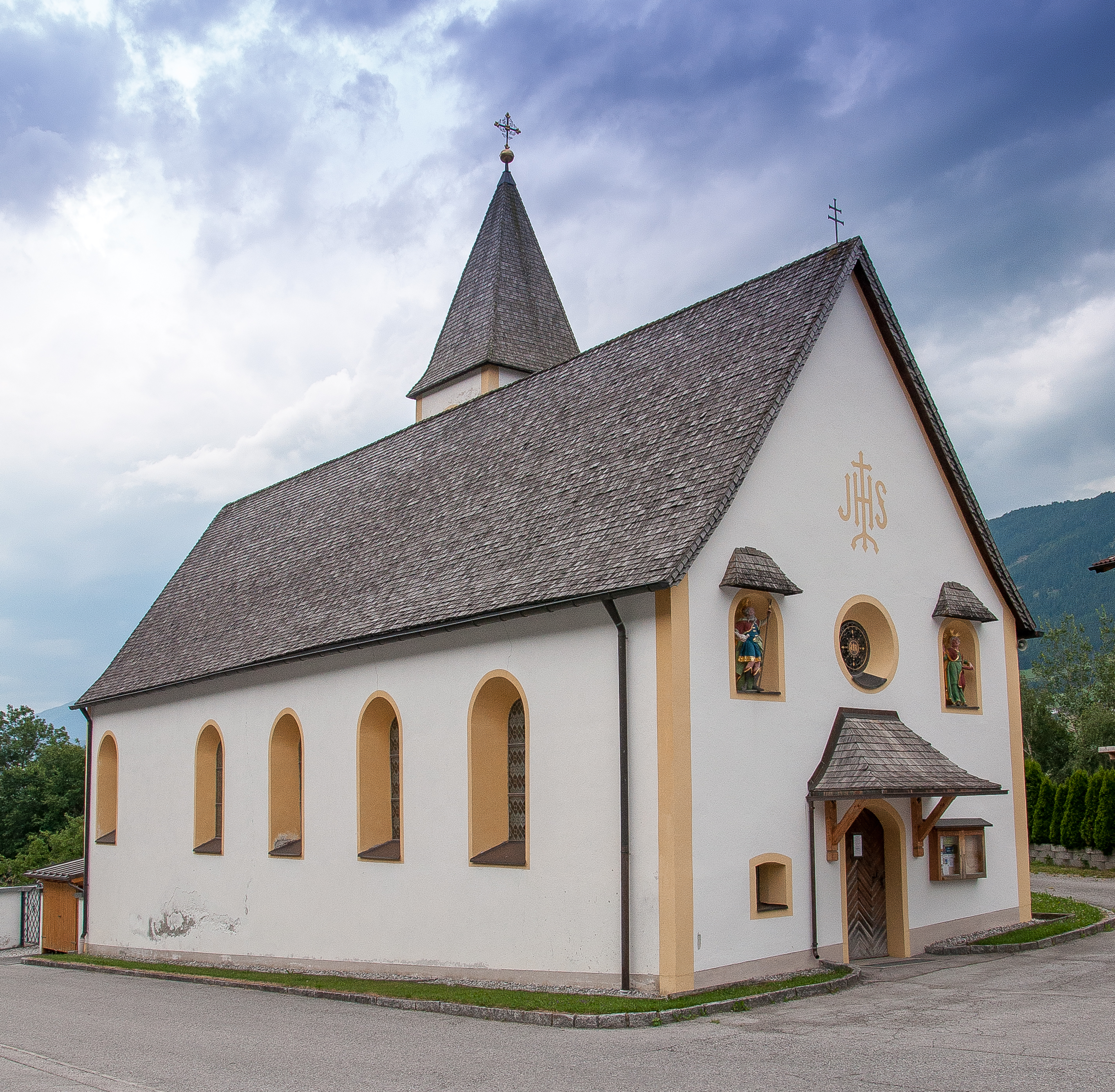

Die römisch-katholische Kaplaneikirche Leins steht in der Ortschaft Leins in der Gemeinde Arzl im Pitztal im Bezirk Imst in Tirol. Sie ist dem Attribut Maria Hilf geweiht und gehört als Kaplanei der Pfarre Arzl im Pitztal zum Dekanat Imst in der Diözese Innsbruck. Das Gebäude steht unter Denkmalschutz.

## Geschichte
Leins wurde im Jahre 1738 zur Kaplanei erhoben. Die heutige Kirche wurde 1750 anstelle einer Kapelle errichtet. Eine Renovierung erfolgte 1898. Diese Kirche wurde 1954 Richtung Süden vergrößert, der Kirchturm gebaut, und ein Friedhof angelegt.

## Architektur
Kirchenäußeres
Die Kirche ist ein einfacher barocker Bau mit vier Fensterachsen im Langhaus. Das Kirchengebäude ist gesüdet.
Kircheninneres
Der Bau war ursprünglich zweijochig und hatte einen einjochigen stichkappentonnengewölbten Chor. Der Anbau von 1954 ist tonnengewölbt. Die Deckenmalereien stammen von Michael Längle aus dem Jahr 1896. Sie stellen die „Anbetung der Hirten“ und die „Geheimnisse des Rosenkranzes“ dar. Die Fresken am neuen Chorbogen schuf 1954  Elmar Kopp.

## Ausstattung
Der Hochaltar ist ein Marienaltar. Das Altarblatt stammt von Hans Kapferer aus dem Jahr 1862. Es wird von Figuren der Heiligen Joachim und Anna flankiert. Die Figuren aus dem letzten Viertel des 18. Jahrhunderts werden Josef Anton Renn zugeschrieben.

## Orgel
Das 1901 erworbene Orgelpositiv mit Flügeltüren und dreiachsigem Prospekt mit Bandelwerk stammt vermutlich von Andreas Jäger aus dem Jahr 1734.